# Heeresgruppe C
Heeresgruppe C war die Bezeichnung für zwei verschiedene Heeresgruppenkommandos des Heeres der Wehrmacht während des Zweiten Weltkrieges. Sie waren Oberkommando jeweils wechselnder Armeen sowie zahlreicher Spezialtruppen.

## Werdegang

### Erste Formation
Die Heeresgruppe C wurde am 26. August 1939 aus dem Heeresgruppenkommando 2 in Frankfurt heraus aufgestellt. Anfänglich führte die Heeresgruppe C alle Truppen der Westfront, aber nach Beendigung des Überfalls auf Polen wurde der Oberbefehl auf den südlichen Teil der Westfront beschränkt. Der Heeresgruppe C gelang der frontale Durchbruch der Maginot-Linie im Juni 1940. Nach Abschluss des Westfeldzuges wurde die Heeresgruppe zunächst in die Heimat und am 20. April 1941 unter der Tarnbezeichnung „Abschnittsstab Ostpreußen“ nach Ostpreußen verlegt. Am 21. Juni 1941 wurde sie (ein Tag vor dem Überfall auf die Sowjetunion) in Heeresgruppe Nord umbenannt.

### Zweite Formation
Am 26. November 1943 wurde durch Herauslösung aus dem Stab des Oberbefehlshabers Süd (Luftwaffe), aus dem zugleich der Stab des Oberbefehlshabers Südwest gebildet wurde, eine neue Heeresgruppe C gebildet. Dieses Oberkommando wurde in Italien eingesetzt.
Am 29. April 1945 erfolgte nach längeren Verhandlungen, die als Operation Sunrise bekannt sind, die bedingungslose Kapitulation. Ein durch Generaloberst Heinrich von Vietinghoff für die Wehrmacht, und ein zweiter durch den Höchsten SS- und Polizeiführer in Italien, SS-Obergruppenführer und General der Waffen-SS, Karl Wolff für die SS und zugleich durch den Marschall Rodolfo Graziani für die Truppen der Italienische Sozialrepublik Bevollmächtigter (Oberstleutnant Victor von Schweinitz für die Wehrmacht, und SS-Sturmbannführer Eugen Wenner für die SS und die Truppen der RSI) unterzeichneten in Caserta die Urkunden dieser Teilkapitulation für den italienischen Kriegsschauplatz in Anwesenheit des britischen Feldmarschalls Harold Alexander, dem Oberbefehlshaber der alliierten Streitkräfte im Mittelmeerraum. Die Kapitulation trat am 2. Mai in Kraft. Damit war der Krieg in Italien beendet.

## Oberbefehlshaber
- 26. August 1939: Generalfeldmarschall Wilhelm Ritter von Leeb (bis Umbenennung)

nach Neuaufstellung:
- 21. November 1943: Generalfeldmarschall Albert Kesselring (zuvor seit Mai 1943 OB Süd)
- 10. März 1945: Generaloberst Heinrich von Vietinghoff (stellvertretend schon 26. Oktober 1944 bis 15. Januar 1945)
- 30. April 1945: General der Infanterie Friedrich Schulz
- 1. Mai 1945: General der Panzertruppe Hans Röttiger.
- 2. Mai 1945: Generaloberst Heinrich von Vietinghoff (zuvor abgesetzt und erst am 2. Mai wieder in alte Funktion zurückversetzt[2])

## Chefs des Generalstabes
- 26. August 1939: Generalleutnant Georg von Sodenstern
- 15. Februar 1940: General der Infanterie Hans-Gustav Felber
- 1. November 1940: Generalleutnant Kurt Brennecke (bis Umbenennung)

nach Neuaufstellung:
- 26. November 1943: Generalleutnant Siegfried Westphal
- 5. Juni 1944: General der Panzertruppe Hans Röttiger

## Gliederung der Heeresgruppe
Heeresgruppen-Truppen
- Heeresgruppen-Nachrichten-Regiment 639 (1. Aufstellung)
- Heeresgruppen-Nachrichten-Regiment 598 (2. Aufstellung)

| Datum                          | Unterstellte Großverbände                       |
| 1. Aufstellung                 | 1. Aufstellung                                  |
| ------------------------------ | ----------------------------------------------- |
| September 1939                 | 7. Armee, 1. Armee, 5. Armee, Armeeabteilung A  |
| Oktober 1939                   | 7. Armee, 1. Armee                              |
| Juli 1940                      | 1. Armee, 12. Armee, 2. Armee                   |
| September 1940                 | 7. Armee, 6. Armee, 2. Armee. 1. Armee          |
| November 1940                  | 2. Armee, 11. Armee                             |
| Dezember 1940                  | 2. Armee, 11. Armee, Panzergruppe 3             |
| April 1941                     | 11. Armee, Panzergruppe 3                       |
| Mai 1941                       | 18. Armee, 16. Armee, Panzergruppe 4            |
| Weiter siehe Heeresgruppe Nord |                                                 |
| 2. Aufstellung                 |                                                 |
| Dezember 1943                  | 10. Armee, 14. Armee                            |
| April 1944                     | 10. Armee, 14. Armee, Armeeabteilung von Zangen |
| August 1944                    | 10. Armee, 14. Armee, Armee Ligurien            |
| November 1944                  | 10. Armee, Armeegruppe Ligurien                 |
| März 1945                      | 10. Armee, 14. Armee, Armee Ligurien            |